# William Steward
Pour les articles homonymes, voir Steward.
William Jukes Steward, né à Reading le 20 janvier 1841 et mort le 31 octobre 1912, est un homme politique néo-zélandais.

## Biographie
Ayant grandi en Angleterre, il émigre en Nouvelle-Zélande en 1862 et devient marchand de tissus puis rédacteur du journal The Oamaru Times. Il est élu à la Chambre des représentants de Nouvelle-Zélande en 1871 comme député de Waitaki. Battu dans sa circonscription en 1875, il est élu cette même année maire d'Oamaru (fonction qu'il occupe jusqu'en 1877) et membre du conseil provincial de l'Otago (un an). Il devient propriétaire de deux titres de presse à partir de 1879 (le Waimate Times et le Ashburton Mail and Guardian), retrouve un siège à la Chambre des représentants en 1881, et est élu président de la Chambre de 1891 à 1893. En juin 1912, après quarante-et-une années consécutives et assidues à la chambre basse, il est nommé membre de la chambre haute du Parlement, le Conseil législatif, quelques mois avant sa mort,.